# Скопска кула
Беговата кула (на македонска литературна норма: Бегова кула – Бейска кула), или Феодална кула (Феудална кула) е османска жилищно-отбранителна кула в град Скопие, Република Македония.

## История
Кулата е изградена в края на XVII – началото на XVIII век. В началото на XX век е собственост на семейство Кулели.

## Описание
Има квадратна основа със страна 7,5 m и височина 14 m. Зидовете са дебели 1,45 m. В тях са разположени стълбищата, свързващи етажите. В долната си част кулата вместо прозорци има бойници. На първия и втория етаж има огнища. На последния етаж има издадени балкони - теферичи.